# Argyrospila olivacea
Argyrospila olivacea là một loài bướm đêm trong họ Noctuidae.